# Harald Mollers
Harald Mollers, né le 10 octobre 1977 à Malmedy est un homme politique belge germanophone, membre du ProDG depuis 2008.
Il est licencié et agrégé en histoire (Université libre de Bruxelles) et conseiller bancaire.

## Fonctions politiques
- 2009-2014 : ministre de la Famille, de la Santé et des Affaires sociales dans le Gouvernement Lambertz III
- 2014-2020 : ministre de la Formation, de la Recherche et de l'Éducation dans le Gouvernement Paasch II